# Кареевы
Кареевы — русский дворянский род, происходящий, по преданию, от татарина Едигея-Карея, выехавшего в XIII веке из Золотой Орды в Рязань и принявшего крещение с именем Андрея.
Его сын Епифан Андреевич Кареев был боярином у великого князя Олега Рязанского. Иван Никитич Кареев участвовал в московском осадном сиденье при царе Василии Шуйском.
Род Кареевых внесён в VI и II части родословной книги Воронежской, Рязанской, Московской, Тульской и Тамбовской губерний.

## Известные представители
- Кареев Парфений Фёдорович - стряпчий (1692).
- Кареевы: Артемон Савельевич, Моисей Акимович, Семён Савин - *княжна Оксынай, была известна своей красотой и мудростьюмосковские дворяне (1692)[1].